# Маслак (дворец)
Маслак (тур. Maslak Kasrı) — дворцовый комплекс в Стамбуле, в Турции, бывшая охотничья резиденция султанов Османской империи, расположенная районе Сарыер на возвышенности Маслак-тепеси. Дворец был построен при султане Махмуде II (1809—1839). В правление султана Абдул-Азиза (1861—1876) комплекс был расширен новыми зданиями. Он находится в парке на территории в 170 га.
Дворцовый комплекс состоит из нескольких зданий: дворца Каср-ы Хумаюн, павильонов Мабейн-и Хумаюн, Пашалар и Чадыр. Все строения построены в архитектурном стиле, господствовавшем в Османской империи конца XIX века.
Во дворце Каср-ы Хумаюн, представляющем собой двухэтажное здание, находятся спальни и рабочий кабинет султана Абдул-Хамида II. Имеется чердак и подвал. У входа с двух сторон расположены колонны, на которых установлен балкон. Потолки всех комнат и стены зала украшены живописными изображениями. Султан Абдул-Хамид II использовал дворец в качестве охотничьего домика. Здесь он получил новость о свержении султана Мурада V и объявлении его новым правителем Османской империи. В различных местах дворца находятся несколько монограмм султана Абдул-Хамида II.
Небольшой одноэтажный каменный павильон Мабейн-и Хумаюн связан с лимонником — стеклянной оранжереей с редкими вилами тропических растений и бассейном, расположенном в центре. Павильон Чадыр, деревянное восьмиугольное здание на краю парка, с опоясывающим балконом и широкими карнизами на крыше. В одноэтажном каменном павильоне Пашалар (покои офицеров), расположенном на другой стороне комплекса, находятся богато украшенные турецкие бани.
Недавно все павильоны дворцового комплекса были отреставрированы. Благодаря сохранившимся записям в документах, мемуарам и фотографиям при реконструкции всем зданиям вернули первоначальный вид. Сегодня здесь располагается музей, кафе и ресторан. Территория парка объявлена Парком Национального Суверенитета. Музей открыт ежедневно, кроме понедельника.